# Sarah MacLean
Sarah Trabucchi, nota anche con lo pseudonimo di Sarah MacLean (Lincoln, 23 dicembre 1978), è una scrittrice statunitense. Tradotta in più di venticinque lingue, ha vinto il premio RITA per Miglior romanzo storico d'amore nel 2013 con Un irresistibile furfante (A Rogue By Any Other Name) e nel 2014 con Una verità per il duca (No Good Duke Goes Unpunished), della serie The Rules of Scoundrels.

## Biografia
Sarah MacLean nasce e cresce a Lincoln, nel Rhode Island, da padre italiano e madre inglese. Inizia a leggere romanzi d'amore a 10-11 anni su influenza della sorella maggiore, abbonata ai cofanetti della casa editrice Harlequin.
Diplomatasi alla Lincoln High School nel 1996, si laurea in Storia allo Smith College nel 2000, dopodiché si trasferisce a New York, lavorandovi come pubblicista letteraria mentre frequenta la scuola di specializzazione della Harvard University, dove riceve un master's degree in Antropologia culturale nel 2004. Spinta dal successo di Twilight, dalla crescente richiesta di romanzi young adult e da una scommessa con un'amica, nel 2009 scrive il suo primo romanzo, The Season, ambientato durante la reggenza e destinato a un pubblico adolescente; in seguito firma un contratto con HarperCollins e si dedica alla letteratura per adulti con romanzi d'amore d'ambientazione storica. Il primo di questi, Nove regole da ignorare per farlo innamorare (Nine Rules to Break When Romancing a Rake, 2010), riceve il Romantic Times Magazine Seal of Excellence e debutta nella lista dei bestseller di USA Today e del New York Times, dove rimane per quattro settimane. Anche i libri successivi entrano nella lista dei bestseller del New York Times.
Da febbraio 2014 tiene una rubrica mensile per il The Washington Post e dal 2018 è conduttrice del podcast settimanale Fated Mates con la critica del Kirkus Reviews Jen Prokop, dedicato alla letteratura romantica.

## Stile
Sarah MacLean ha citato The Black Lion di Jude Deveraux come il primo romanzo d'amore che ha letto, e indicato la Deveraux, Judith McNaught, Julie Garwood e Johanna Lindsey come le scrittrici senza le quali non avrebbe iniziato a scrivere. Utilizza la terza persona, alternando il punto di vista limitato soggettivo tra i due protagonisti. Femminista dichiarata, i suoi romanzi, ambientati tra la fine dell'età giorgiana e l'inizio della vittoriana, hanno per protagoniste donne toste, focose e indipendenti che lottano per l'equità. Le sue opere affrontano classismo, sessismo, razzismo, corruzione della polizia, normalizzazione del desiderio sessuale e patriarcato, esplorando due temi ricorrenti, cioè il potere femminile e cosa significhi detenerlo e usarlo in una società che, tradizionalmente, non lo concede alle donne, e che ruolo abbia il potere in un rapporto egualitario tra uomo e donna. Nel 2017 ha dichiarato che metà dei suoi personaggi maschili sono ispirati a Tom Hardy e ai ruoli da lui interpretati.

## Attivismo
MacLean è una femminista autoproclamata e parla ampiamente dell'intersezione tra femminismo e genere romantico. È una fervente sostenitrice del merito letterario del romanzo rosa e dell'abilità necessaria per scriverlo bene. Nel 2024 è diventata membro fondatore del consiglio direttivo dell'organizzazione statunitense Authors Against Book Bans. Attraverso il podcast Fated Mates, MacLean sostiene i candidati progressisti durante le elezioni e raccoglie fondi per i democratici.

## Opere

### SerieLove By Numbers
1. Nove regole da ignorare per farlo innamorare (Nine Rules to Break When Romancing a Rake, Avon, 2010), Leggereditore, 2014, ISBN 9788865084755
2. Dieci cose da seguire per non farselo sfuggire (Ten Ways to be Adored When Landing a Lord, Avon, 2010), Leggereditore, 2014, ISBN 9788865085202
3. Undici sfide da affrontare per domare il suo cuore (Eleven Scandals to Start to Win a Duke's Heart, Avon, 2011), Leggereditore, 2015, ISBN 9788865085998

### SerieThe Rules of Scoundrels
La serie racconta la storia di quattro aristocratici decaduti che, dopo essersi allontanati dalla società per caso o per scelta, sono diventati signori della malavita londinese gestendo l'esclusivo casinò L'angelo caduto.
1. Un irresistibile furfante (A Rogue By Any Other Name, Avon, 2012), Mondadori, 2015, ISBN 9788852059391
2. La colpa e il desiderio (One Good Earl Deserves A Lover, Avon, 2013), Mondadori, 2016, ISBN 9788852074561
3. Una verità per il duca (No Good Duke Goes Unpunished, Avon, 2013), Mondadori, 2017, ISBN 9788852080098
4. Lady per sempre (Never Judge A Lady By Her Cover, Avon, 2014), Mondadori, 2018, ISBN 9788852084478

### SerieScandali e guai(Scandal and Scoundrel)
La serie ruota attorno alle cinque sorelle Talbot, figlie di un conte che ha ricevuto il titolo dopo aver fatto fortuna nel commercio. Mal tollerate dalla società per via delle loro umili origini, le giovani si prendono gioco delle convenzioni e compaiono regolarmente sulle pagine dei giornali scandalistici.
1. Una gentildonna in cerca di guai (The Rogue Not Taken, Avon, 2016), HarperCollins Italia, 2017, ISBN 9788858969137
2. Il quadro di Lily (A Scot in the Dark, Avon, 2016), HarperCollins Italia, 2018, ISBN 9788858980330
3. Prima che l'estate finisca (The Day of the Duchess, Avon, 2017), HarperCollins Italia, 2018, ISBN 9788858986141

### SerieIl riscatto degli illegittimi(Bareknuckle Bastards)
La serie è ambientata durante i primi anni di regno della regina Vittoria, spostandosi dai salotti londinesi delle opere precedenti ai circoli criminali di Covent Garden, dove un gruppo di fratelli gestisce un giro di contrabbando.
1. La trappola del diavolo (Wicked and the Wallflower, Avon, 2018), HarperCollins Italia, 2020, ISBN 9788830512146
2. Affascinante imprevisto (Brazen and the Beast, Avon, 2019), HarperCollins Italia, 2020, ISBN 9788830516915
3. Il tradimento del duca (Daring and the Duke, Avon, 2020), HarperCollins Italia, 2021, ISBN 9788830523517

### SerieHell's Belles
La serie è stata concepita quando Sarah MacLean, effettuando le ricerche per Il riscatto degli illegittimi, si è imbattuta nella storia delle Forty Elephants, un gruppo di taccheggiatrici esistito dalla fine del 19º secolo alla metà del 20º secolo. A differenza delle Forty Elephants, le Hell's Belles sono donne dallo spiccato senso di giustizia e che sanno come produrre un forte impatto silenziosamente; lottano contro il patriarcato e hanno costruito una comunità attorno a una rabbia condivisa, trovandovi la forza.
Secondo l'autrice, il primo libro, scritto durante il confinamento dovuto alla pandemia di COVID-19, è "una lettera d'amore a una ricca comunità di donne che ridono, amano e si sostengono a vicenda". La serie vede il ritorno di Sesily Talbot e Caleb Calhoun, comparsi come personaggi secondari nei libri di Scandali e guai e Il riscatto degli illegittimi.
1. L'esplosiva Lady Sesily (Bombshell, Avon, 2021), HarperCollins Italia, 2022, ISBN 9788830540699
2. L'eccezionale Lady Adelaide (Heartbreaker, Avon, 2022), HarperCollins Italia, 2023, ISBN 9788830546646
3. Il fuoco di Lady Loveless (Knockout, Avon, 2023), HarperCollins Italia, 2024, ISBN 9788830553095

### Altre opere
- The Season, Orchard Books (2009)
- She, Doomed Girl, co-scritta con Carrie Ryan, comparsa nell'antologia Dark Duets (2013)
- The Duke of Christmas Present, comparsa nell'antologia How the Dukes Stole Christmas (2018)
- A Duke Worth Falling For, comparsa nell'antologia Naughty Brits (2020)
- Generation Wonder, Harry N Abrams (2022)
- These Summer Storms, Ballantine Books (2025)